# Peter Shilton
Peter Leslie Shilton OBE, född 18 september 1949 i Leicester, är en engelsk före detta fotbollsmålvakt. 
Peter Shilton, som var målvakt, är engelska landslagets meste spelare med sina 125 landskamper åren 1970–1990. Han är även den som spelat flest engelska ligamatcher, totalt 1 005 stycken. Shilton gjorde debut som 16-åring när han vaktade Leicester Citys mål den 4 maj 1966. Sin sista match spelade han för Leyton Orient i division 3 den 21 januari 1997. Shilton var då 47 år gammal.
Sina största framgångar på klubblagsnivå nådde Shilton med Nottingham Forest i slutet av 1970-talet, då han var med om att vinna ligan 1978 samt Europacupen 1979 och 1980.

## Biografi
Shilton gjorde landslagsdebut som 21-åring den 25 november 1970, men det var inte förrän Gordon Banks ett par år senare slutade i landslaget som Shilton blev Englands nummer ett. Men när han väl etablerat sig i landslaget dök Ray Clemence upp och tog hand om målvaktsposten under senare hälften av 1970-talet. Shilton kom dock tillbaka och blev Englands odiskutabla val som förstemålvakt under hela 1980-talet.
Han deltog i tre VM-slutspel (1982, 1986 och 1990). I VM 1982 släppte han bara in ett mål på fem matcher. I Mexiko fyra år senare höll han nollan i tre av de fyra första matcherna, men kunde inte göra något i kvartsfinalen mot Argentina, då Diego Maradona gjorde mål med både händer och fötter (se även "Guds hand").  Även i Italien 1990, då England gick till semifinal, tillhörde Shilton VM:s bästa målvakter. Sin sista landskamp spelade Shilton som 40-åring den 7 juli 1990, då hans England förlorade mot Italien i bronsmatchen i VM.

## Utmärkelser
- Officer av Brittiska imperieorden,  1991

[Redigera Wikidata]